# Alin Badea
Florentin Alin Badea (Slobozia, 1 de junio de 1988) es un deportista rumano que compitió en esgrima, especialista en la modalidad de sable.
Ganó dos medallas en el Campeonato Mundial de Esgrima, plata en 2013 y bronce en 2016, y una medalla de bronce en el Campeonato Europeo de Esgrima de 2016. En los Juegos Europeos de Bakú 2015 obtuvo una medalla de plata en la prueba por equipos.

## Palmarés internacional
| Campeonato Mundial | Campeonato Mundial      | Campeonato Mundial | Campeonato Mundial |
| Año                | Lugar                   | Medalla            | Prueba             |
| ------------------ | ----------------------- | ------------------ | ------------------ |
| 2013               | Budapest (Hungría)      | Medalla de plata   | Sable por equipos  |
| 2016               | Río de Janeiro (Brasil) | Medalla de bronce  | Sable por equipos  |
| Juegos Europeos    |                         |                    |                    |
| Año                | Lugar                   | Medalla            | Prueba             |
| 2015               | Bakú (Azerbaiyán)       | Medalla de plata   | Sable por equipos  |
| Campeonato Europeo |                         |                    |                    |
| Año                | Lugar                   | Medalla            | Prueba             |
| 2016               | Toruń (Polonia)         | Medalla de bronce  | Sable por equipos  |